# Christina Angel
Christina Angel (Dayton, 1 augustus 1971) is een voormalige Amerikaanse pornoactrice.

## Carrière
Christina Angel was van 1993 tot 2002 actief in de porno-industrie. Volgens de Internet Adult Film Database speelde ze in 111 films.
Ze werkte onder andere voor Evil Angel, Elegant Angel, Red Board Video en Forbidden Films.
In 1995 won ze twee AVN Awards, in de categorieën "Best Tease Performance" en "Best Couples Sex Scene, Film".

## Films (selectie)
- 1994: Dog Walker
- 1995: Angel Baby
- 1995: Angel Eyes
- 1997: Liquid Lust Two
- 1998: Girls Home Alone 3
- 2002: Deep Inside Alex Jordan

## Onderscheidingen
- 1995: AVN Award - Best Tease Performance - Dog Walker
- 1995: AVN Award - Best Couples Sex Scene, Film - Dog Walker